# 蒙克拉西科
蒙克拉西科（義大利語：Monclassico），是意大利特伦托自治省的一个市镇。总面积8平方公里，人口872人，人口密度109.0人/平方公里（2009年）。ISTAT代码为022121。